# WASP (album)
Pour les articles homonymes, voir Wasp.
Albums de WASP
The Last Command
(1985)
WASP est le premier album de WASP, sorti en 1984. L'album s'est classé à la 74e place au Billboard 200 en 1984.

## Liste des titres
Toutes les pistes par Blackie Lawless, sauf indication.
| No  | Titre                                              | Durée |
| --- | -------------------------------------------------- | ----- |
| 1.  | I Wanna Be Somebody                                | 3:42  |
| 2.  | L.O.V.E. Machine                                   | 3:54  |
| 3.  | The Flame (Blackie Lawless, Chris Holmes, Marquez) | 3:40  |
| 4.  | B.A.D.                                             | 3:56  |
| 5.  | School Daze                                        | 3:35  |
| 6.  | Hellion                                            | 3:36  |
| 7.  | Sleeping (in the Fire)                             | 3:58  |
| 8.  | On Your Knees                                      | 3:48  |
| 9.  | Tormentor (Blackie Lawless, Chris Holmes)          | 4:16  |
| 10. | The Torture Never Stops                            | 3:57  |

| 1.  | Animal (Fuck Like a Beast)                         | 3:07 |
| 2.  | I Wanna Be Somebody                                | 3:42 |
| 3.  | L.O.V.E. Machine                                   | 3:54 |
| 4.  | The Flame (Blackie Lawless, Chris Holmes, Marquez) | 3:40 |
| 5.  | B.A.D.                                             | 3:56 |
| 6.  | School Daze                                        | 3:35 |
| 7.  | Hellion                                            | 3:36 |
| 8.  | Sleeping (in the Fire)                             | 3:58 |
| 9.  | On Your Knees                                      | 3:48 |
| 10. | Tormentor (Blackie Lawless, Chris Holmes)          | 4:16 |
| 11. | The Torture Never Stops                            | 3:57 |
| 12. | Show No Mercy                                      | 3:48 |
| 13. | Paint It, Black (Mick Jagger, Keith Richards)      | 3:27 |

- Notes: Les pistes de 2 à 11 sont identiques à l'album original; les pistes ont juste été décalées avec l'ajout du titre Animal (Fuck Like A Beast) à l'ouverture pour cette réédition de l'album[3].

## Singles
1. I Wanna Be Somebody
2. L.O.V.E. Machine
3. Sleeping (in the Fire)
4. School Daze

## Composition du groupe
- Blackie Lawless - chants, basse
- Chris Holmes - guitare rythmique, guitare solo
- Randy Piper - guitare rythmique, guitare solo
- Tony Richard - batterie